# Verladeturm

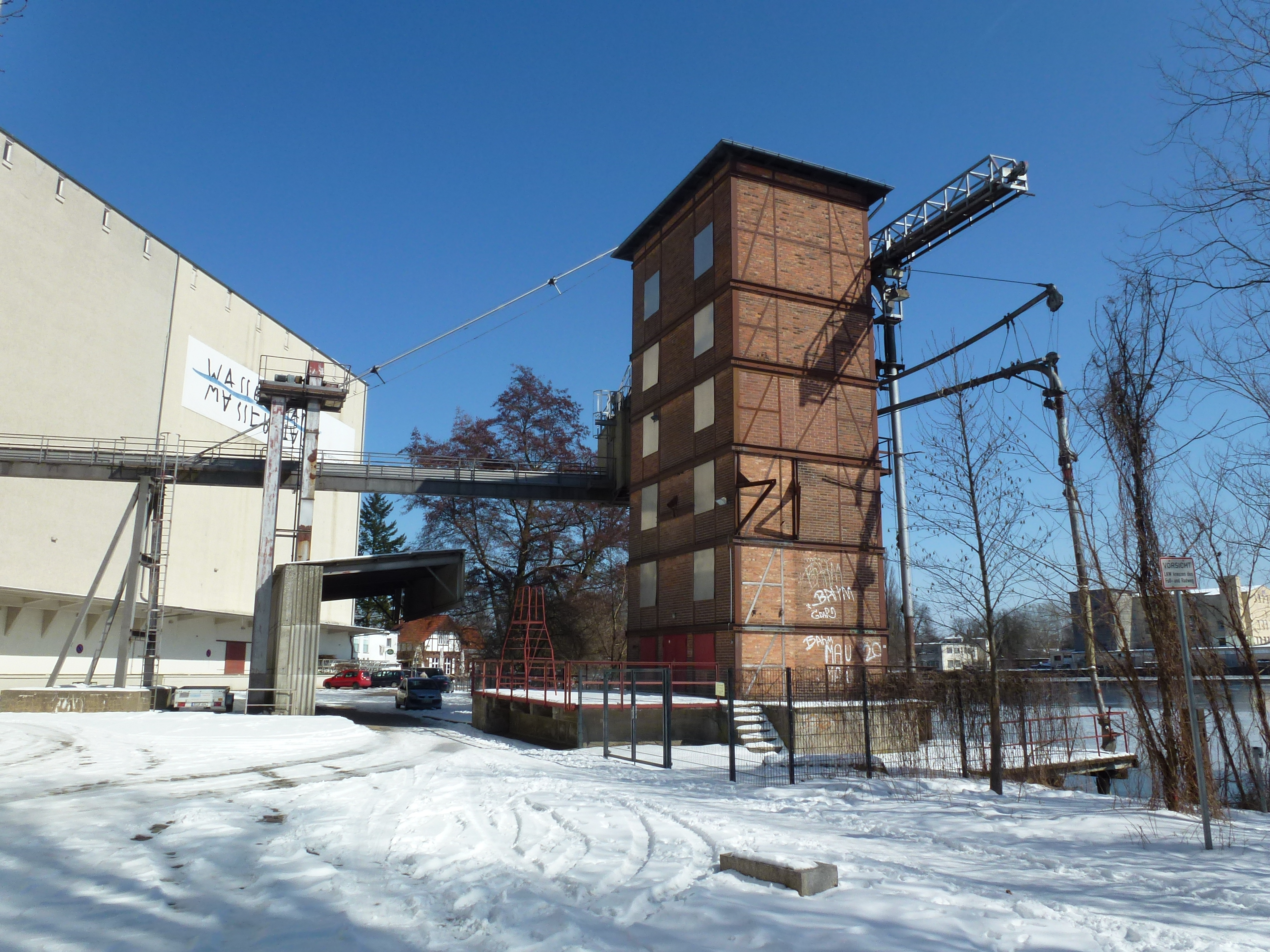
Typischer Verladeturm in Berlin-Spandau, Eiswerder 2013

Als Verladeturm (auch Ladeturm) wird ein hochgeschossiges, turmartiges, massives Industriegebäude bezeichnet, das mit entsprechend angebrachter Technik Güter vom Boden, von Straßen-, Schienen- oder/und Wasserfahrzeugen zu heben und wechselseitig umzuschlagen vermag.

## Bauweise
Ein Verladeturm ist ein mehrgeschossiges Gebäude und verfügt über äußere und innere Umschlagtechnik sowie innere Etagen und Räume.  
Verladetürme wurden an dauerhaften, stationären Umschlagorten, z. B. in Häfen, errichtet. 
Durch ihre Bauweise vereinten die Verladetürme die Funktionen von Kranen, Verladebrücken und Schüttgutpumpen.
Ladetürme wurden mit Beginn der Industrialisierung ab Ende des 19. und im 20. Jahrhundert an stationären Umschlagorten errichtet, an denen die Technologie und die Orte der Be- und Entladung der verschiedenen Fahrzeuge gleich bleiben und bewegliche (fahrbare) Krane, Bagger und Pumpen deshalb weniger effektiv wären. Verbreitet wurden sie in Häfen errichtet.

## Umschlagtechnik
Verladetürme verfügten in der Regel über mehrere feste oder bewegliche Ausleger, die Seilzüge, Kranarme oder Pump- bzw. Saugrohre trugen. Aufgrund der Statik der Ladetürme konnte hohe und weitausladende Umschlagtechnik angebracht werden. So wurden die weiter auseinanderliegenden Standorte von Schiffen, Güterzügen und Straßenfahrzeugen erreicht.
Meist geht es bei Stückgütern um Seilzüge und Krane, bei Schüttgütern um Bagger, Pumpen und Saugvorrichtungen. Dafür verfügt ein Verladeturm über am Gebäude angebrachte Befestigungen, bewegliche und unbewegliche Ausleger oder/und Saug- und Druckleitungen.
Historisch erinnert die Umschlagtechnik an die militärischen Ladesysteme in Festungen, die aus einer Geschoßladestelle und Magazinen bestanden. Vom Geschoßmagazin führte eine Geschoßhebevorrichtung zu einer Munitionsfördertraverse auµf dem Wall. Zivile Handelshäfen waren schon spätestens im 19. Jh. an den Ufermauern, den Kajen (Kais), mit Speichern und Schuppen für das Lade- und Löschgeschäft ausgestattet. Dazu dienten Krane, Aufzüge und Schienengeleise.

## Weitere Funktionen
In Zwischengeschossen konnten Güter wettergeschützt gelagert werden. Auch die Weiterbeförderung vom Verladeturm in andere Speicher mittels Förderbändern waren möglich. Leichte Schüttgüter (zumeist Getreide) wurden über Förderbrücken aus oder in nahegelegene Silos transportiert.
Ein Verladeturm bietet die Möglichkeit zur Einrichtung von abgeschlossenen, wettergeschützten Räumen für die Hubtechnik, die Lagerung von Umschlags- und Betriebsstoffen, für den Anschluss weiterer Transporttechnik (z. B. Förderbänder, Rohrleitungen usw.) und für die Einrichtung von Arbeits- oder sogar Aufenthalts- und Wohnräumen.

## Beispiele
- Verladeturm mit Getreideheber an der Warthe befindet sich etwa zehn Kilometer nördlich von Poznań in der Gemeinde Czerwonak (Wojewodschaft Großpolen, Polen). (s. u.)
- Verladeturm Groß Neuendorf (Landkreis Märkisch-Oderland, Land Brandenburg) (s. u.)
- Getreideheber Berlin-Spandau, Insel Eiswerder mit noch vorhandenen Ladearmen und stationärer Förderbrücke (s. u.)
- Verladeturm in Montreal (Quebec, Kanada) (s. u.)
- Ladeturm des Getreidesilos im Elbe-Industriehafen Magdeburg, (Land Sachsen-Anhalt) (keine Abbildung)

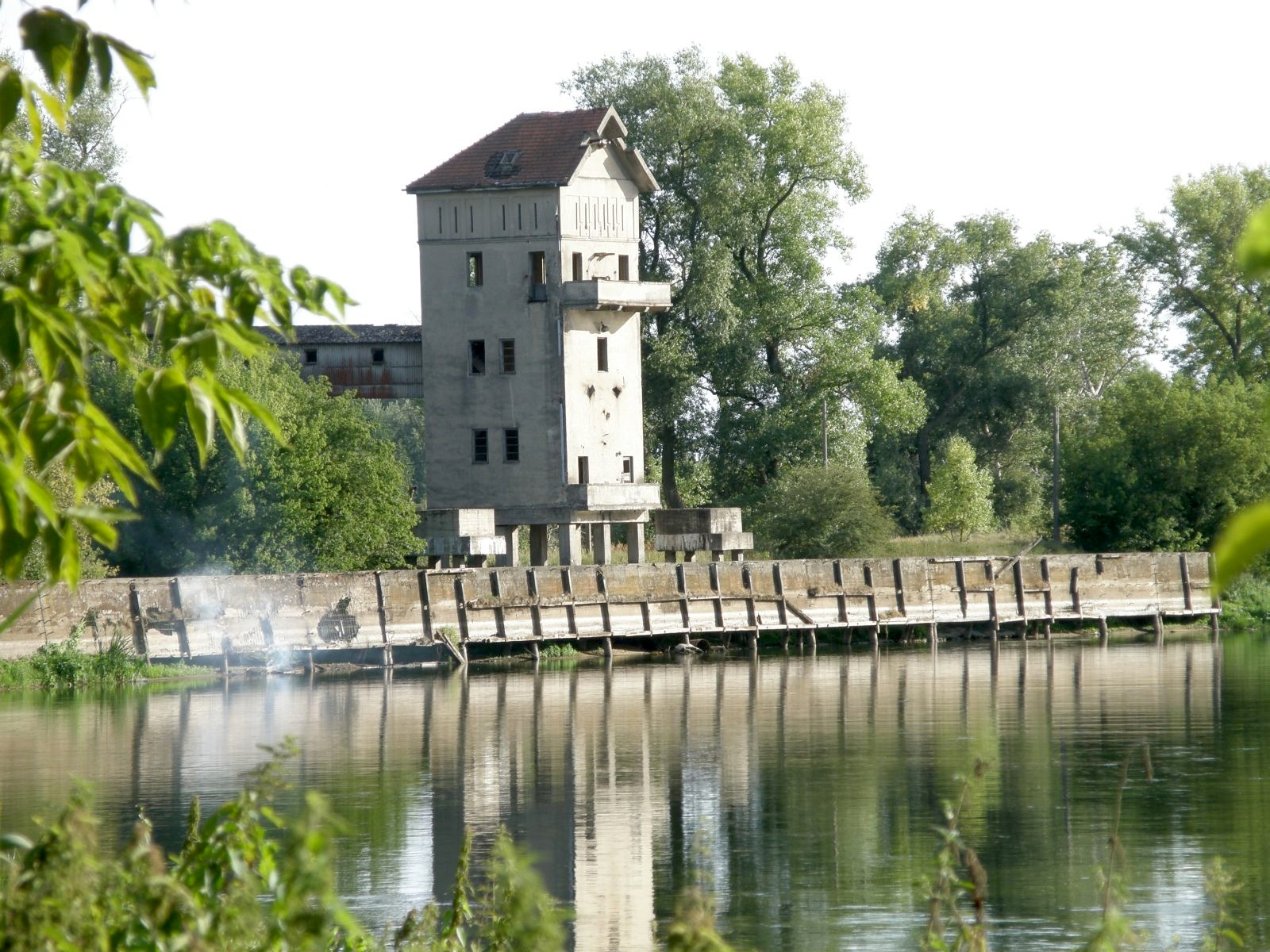
Czerwonak 2008
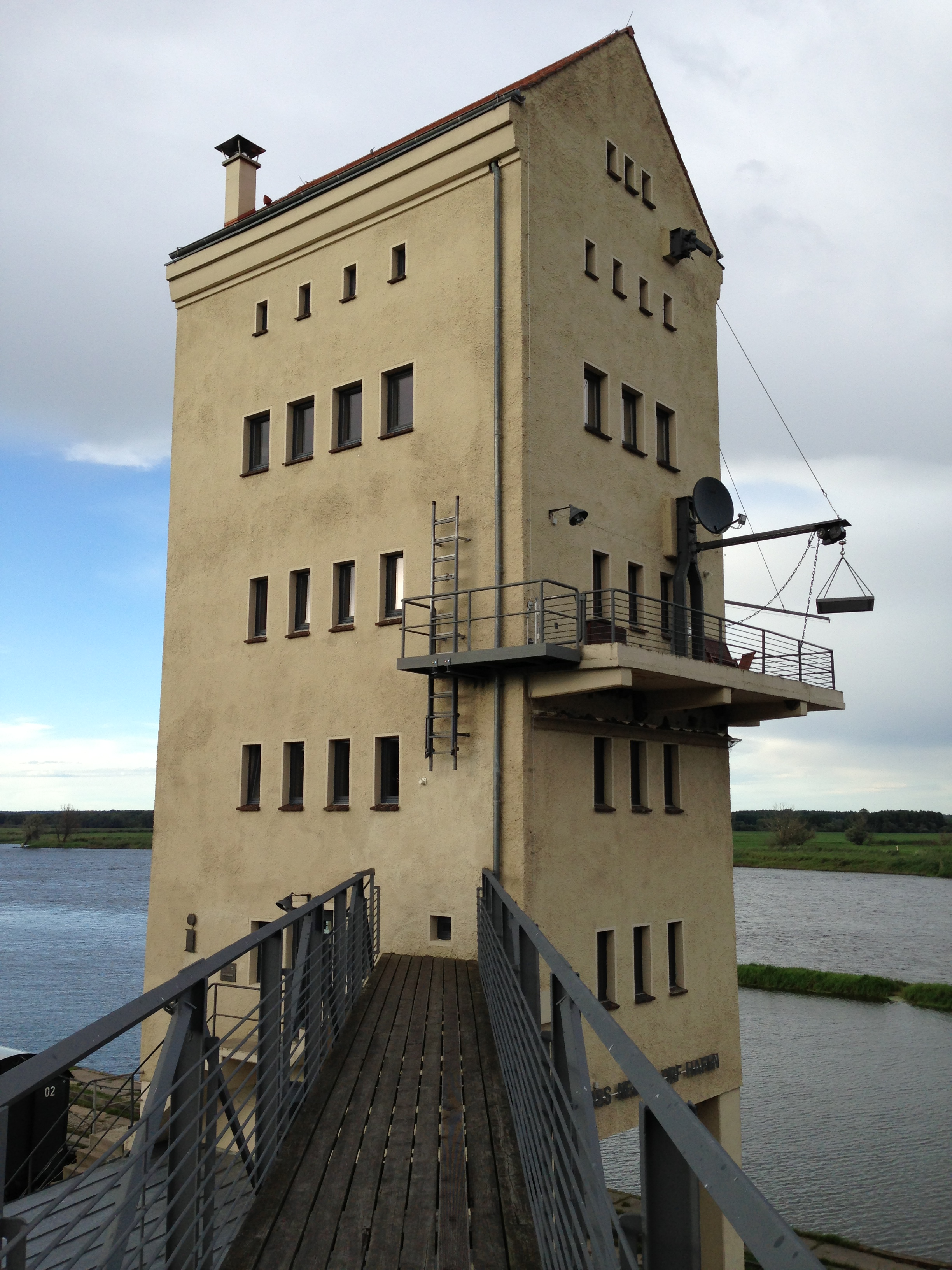
Groß Neuendorf 2013
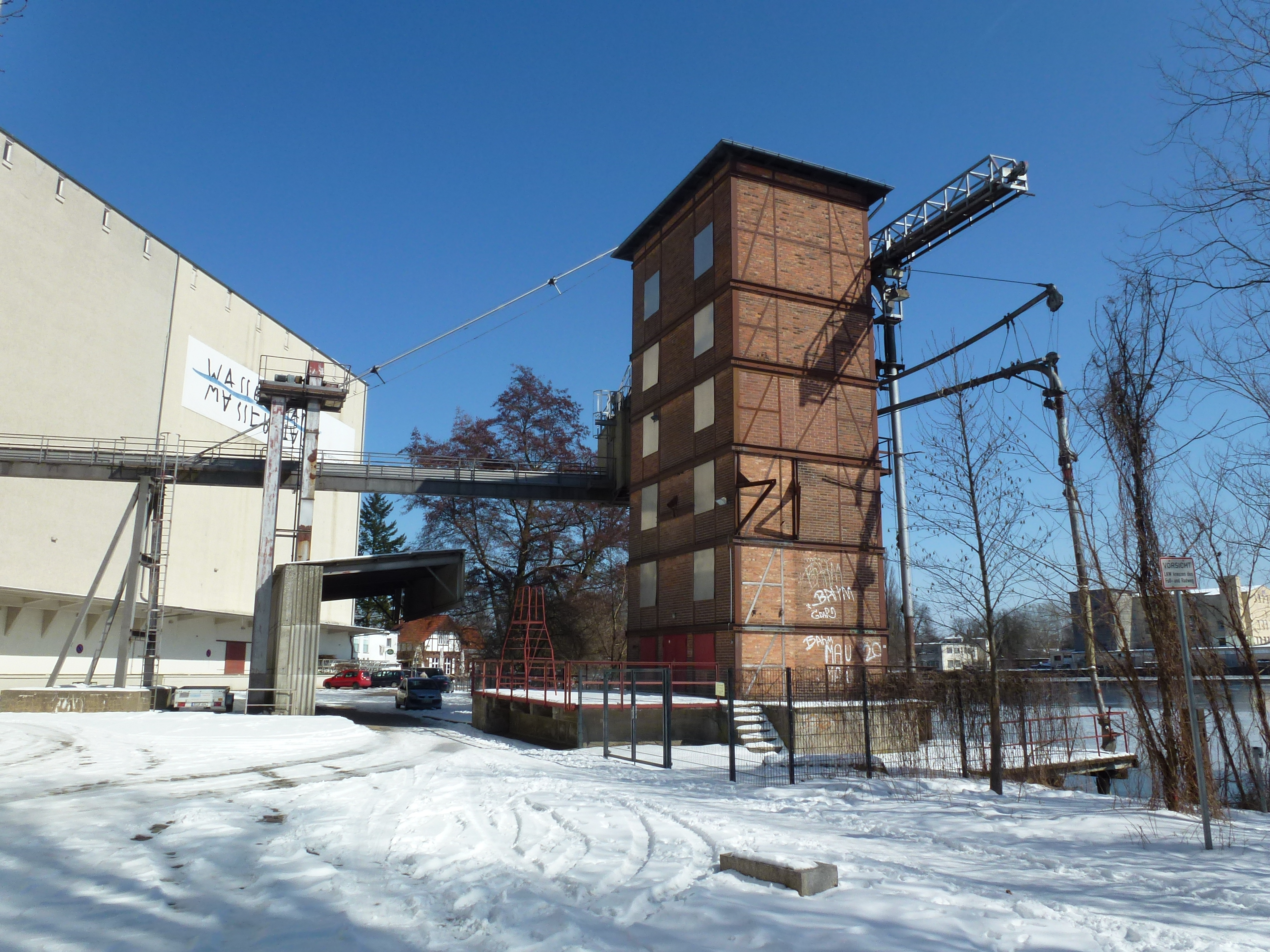
Eiswerder 2013
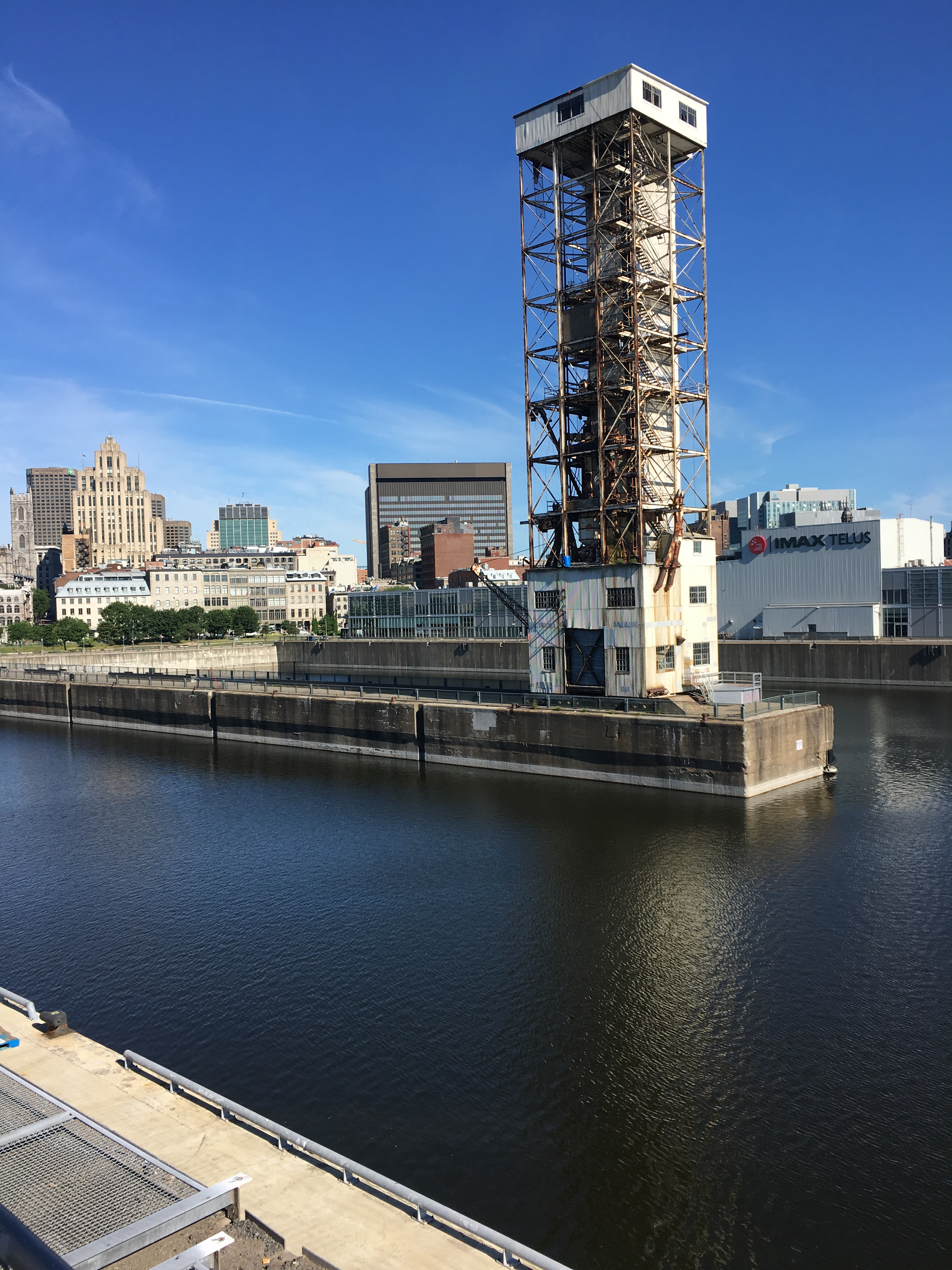
Montreal 2019